# Luigi Luca Cavalli-Sforza
Luigi Luca Cavalli-Sforza, född 25 januari 1922 i Genua, död 31 augusti 2018 i Belluno i Veneto, var en italiensk populationsgenetiker. Han blev professor vid Stanford University 1970 (nu emeritus). Cavalli-Sforza är en av 1900-talets mest framstående genetiker. Sina huvudsakliga slutsatser sammanfattade han populärt under fem rubriker i Genes, Peoples and Languages (2000), vilken prisades av Jared Diamond för hur han ansåg den "rasera vetenskapsmäns försök att indela människor i raser på samma sätt som de indelar fåglar och andra djur i arter". Å andra sidan menar Steve Sailer att Cavalli-Sforzas livsverk faktiskt är "att särskilja människans raser och sammanställa deras härstamning" men att han omsorgsfullt undviker att använda de termerna för att undvika en politisk tolkning av sitt arbete.
Cavalli-Sforza skrev också The History and Geography of Human Genes (1994 med Paolo Menozzi och Alberto Piazza) vilken är ett standardverk bland genetiker, och The Great Human Diasporas: The History of Diversity and Evolution (med sin son, Francesco).
När mekanismerna bakom arv och genetik väl var kända var Cavalli-Sforza en av de första vetenskapsmännen att fråga sig om generna hos befolkningsgrupperna runt om i världen kunde bära på dessa folks historia. Demografi var redan en väl etablerad vetenskap baserad på lingvistiskt, kulturella och arkeologiska data, men vetenskapen var redan belastad med nationalistiska och rasistiska ideologier. Cavalli-Sforza öppnade ett nytt forskningsfält genom att kombinera konkreta slutsatser från demografi med nyss framkomna analyser av blodgrupper i mänskliga populationer.
Tidiga fynd av kopplingar mellan befolkningsförflyttningar och blodgrupper beskrivna av Robert Race, Arthur Morant och särskilt Ronald Fisher blev enligt Cavalli-Sforza viktiga drivkrafter för hans egen forskning.
Cavalli-Sforza fick doktorsexamen vid Paduas universitet 1944. Efter studier av bakteriers genetik, vid Cambridges universitet, återvände han till Italien och undervisade i Milano, Parma och Pavia. 1970 flyttade han till Stanford och en som han uppfattade det öppnare och mer samarbetsinriktad forskningsmiljö[källa behövs].

## Biografi
- Linda Stone, Paul F. Lurquin (2005) A Genetic And Cultural Odyssey: The Life And Work Of L. Luca Cavalli-sforza